# Zweizylindermotor

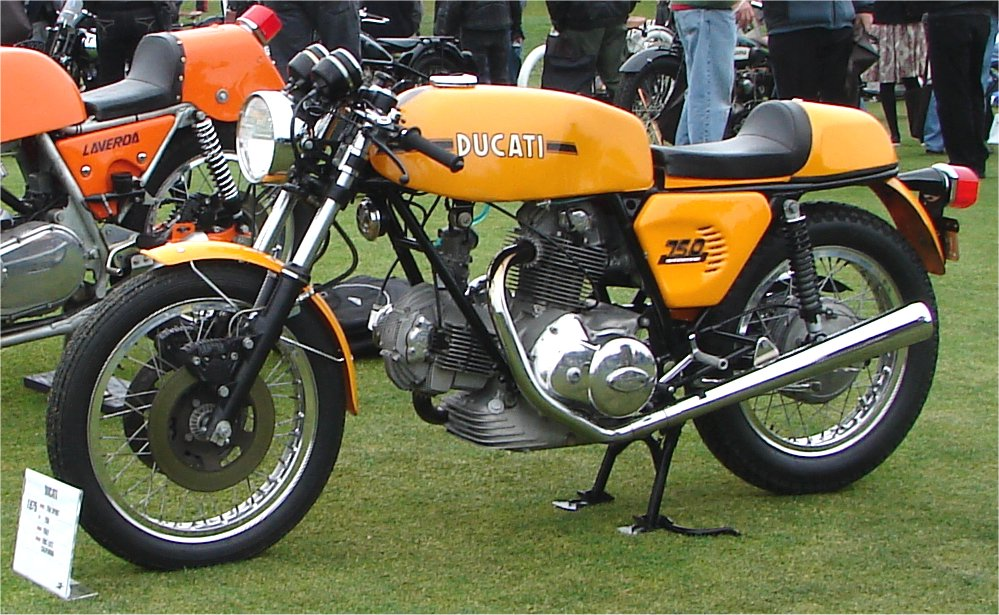
Zweizylinder-V-Motor mit 90° Zylinderwinkel in einer Ducati 750 GT

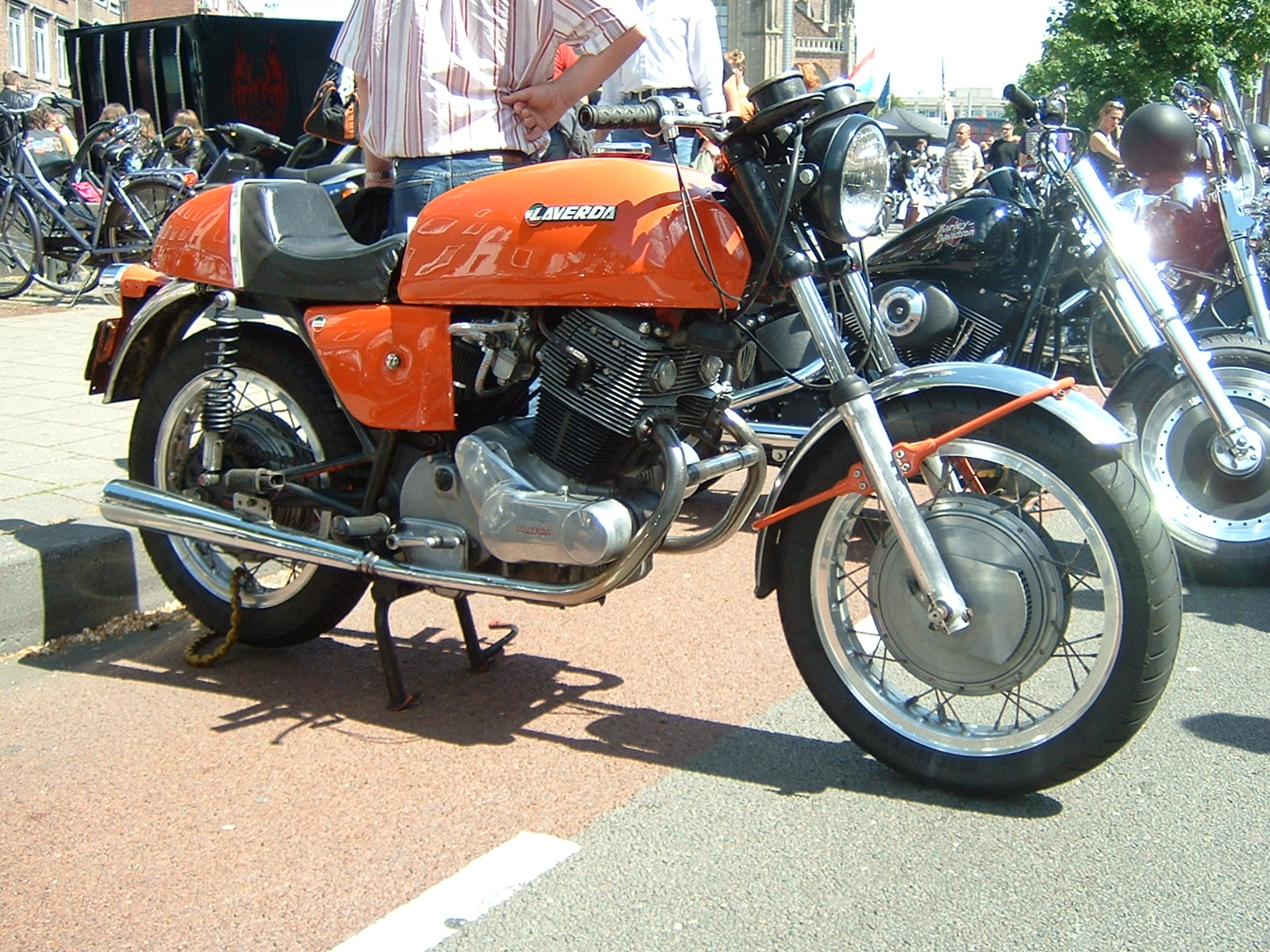
Zweizylinder-Reihenmotor (Parallel-Twin) in einer Laverda 750 SF

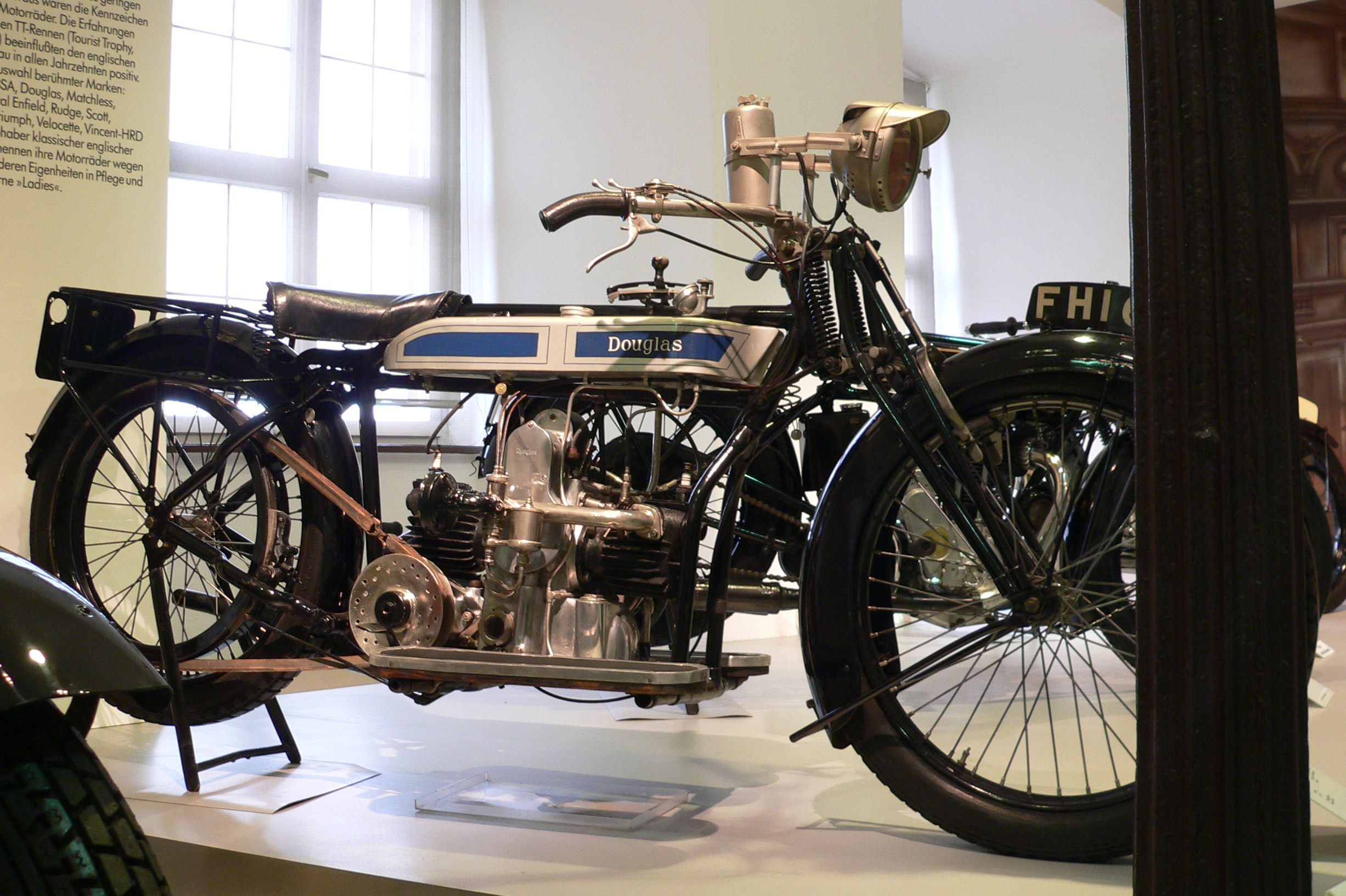
Zweizylinder-Boxermotor in einer Douglas von 1920

Ein Zweizylindermotor, kurz Zweizylinder oder umgangssprachlich Twin (englisch für „Zwilling“), ist ein Hubkolbenmotor mit zwei Zylindern. Zweizylindermotoren haben zwei Brennräume; ein Doppelkolbenmotor mit nur einem Brennraum gilt als Einzylindermotor, auch wenn er zwei Kolben in zwei Zylindern hat. Zweizylindermotoren können als Reihenmotor, Boxermotor oder V-Motor ausgeführt sein.

## Geschichte

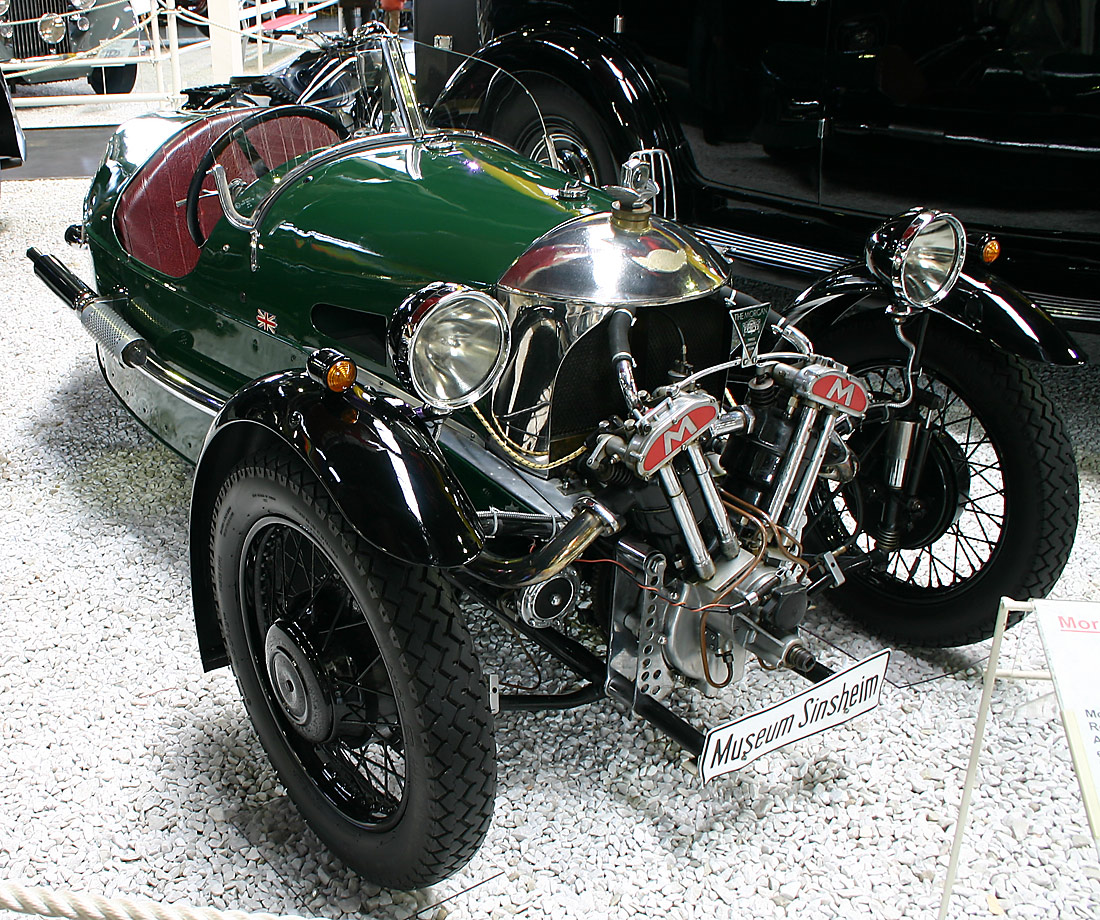
Morgan Super Sport Threewheeler mit V2-Motor (ca. 1930)

Den ersten Zweizylindermotor entwarf der russische Ingenieur Iwan Polsunow 1763 mit einer Leistung von 1,3 kW (1,8 PS) als Dampfmaschine. 1766 wurde die Maschine bei der Erschließung neuer Silberminen verwendet. Für diese Erfindung wurde Polsunow von der Kaiserin Katharina I. ausgezeichnet und in den Offiziersrang befördert.
Gottlieb Daimler und Wilhelm Maybach entwickelten 1889 den ersten Zweizylinder-V-Motor. Die Zylinder sitzen leicht versetzt und im Winkel von 17° gegeneinander geneigt auf dem Kurbelgehäuse. Beide Pleuel sind an einer Kröpfung der Kurbelwelle angelenkt.
Auch den ersten Zweizylinder-Reihenmotor, schufen 1892 Daimler und Maybach. Ein Zweizylinder-Viertakt-Reihenmotor, auch Parallel-Twin genannt, bringt entweder eine gleichmäßige Abfolge der Zündungen mit sich oder durch Anlenkung der Pleuel an versetzten Kröpfungen der Kurbelwellen einen, allerdings nur mäßigen, Ausgleich der Trägheitskräfte.
1897 entwickelte Carl Benz den ersten Zweizylinder-Boxermotor. Die Zylinder sind in einem Winkel von 180° zueinander angeordnet und die Pleuel an um 180° versetzten Kröpfungen an der Kurbelwelle angelenkt. Entweder bewegen sich beide Kolben in entgegengesetzter Richtung auf die Kurbelwelle zu oder in entgegengesetzter Richtung von der Kurbelwelle weg. Dadurch ergibt sich ein – wegen des Pleuelversatzes nur fast – perfekter Massenausgleich.

## Technik und Verbreitung
Mehrzylindermotoren können bei gleichem Hubraum wegen der kleineren Einzelhubräume eine höhere Hubraumleistung erreichen als Einzylindermotoren. Dies resultiert aus der kleineren mittleren Kolbengeschwindigkeit wegen des kleineren Kolbenhubs, sodass der Motor höher drehen kann, ohne dass die Beschleunigungskräfte ein zulässiges Maß überschreiten.
Je nach Bauform ist auch schon mit zwei Zylindern der Gleichförmigkeitsgrad besser und ein Ausgleich der Trägheitskräfte ohne zusätzliche Bauteile wie Ausgleichswellen möglich. Bei Boxermotoren gleichen sich die Trägheitskräfte vollständig aus und die Abfolge der Zündungen ist gleichmäßig. Wegen der seitlich leicht versetzten Pleuel entsteht ein geringes Massenmoment um die Hochachse. Bei V2-Motoren ist ein Zylinderwinkel von 90° für den Gleichförmigkeitsgrad günstig, weil die Bewegungsenergie zwischen den Kolben hin und her pendelt: Wenn ein Kolben im Totpunkt stillsteht, hat der andere seine maximale Geschwindigkeit. Die Massenkräfte sind nicht ausgeglichen. Bei Zweitakt-Reihenmotoren mit 180° Kurbelversatz für gleichen Zündabstand sind die Massenkräfte 1. Ordnung ausgeglichen, es entsteht ein Massenmoment um die Querachse. Viertakt-Parallel-Twins, die für gleichen Zündabstand mit 360° Kurbelversatz gebaut werden, haben wie ein Einzylindermotor keinen Ausgleich der oszillierenden Massen. Sie werden in weichen Gummilagern aufgehängt oder mit Ausgleichswellen versehen.
Während alle drei Zweizylinder-Bauformen in Motorrädern eingesetzt werden, sind Zweizylinder-V-Motoren in Automobilen selten.
Zweizylindermotoren waren in der Frühzeit des Automobils beliebt zum Antrieb von Voituretten und leichten Automobilen. Größere Verbreitung fanden hierbei die Reihenzweizylinder von De Dion-Bouton, die sich in mehreren eigenen Baureihen finden und auch von anderen Automobilherstellern als Einbaumotoren zugekauft oder unter Lizenz nachgebaut wurden, und von Clément-Bayard. Zweizylindermotoren wurden zudem bis in die 1930er Jahre überwiegend in Cyclecars und Threewheelern verwendet, die oft mit weiteren Motorrad-Komponenten konstruiert waren.
Die meistgebauten Automobile mit Zweizylinder-Reihenmotor waren der Fiat Nuova 500 und der Fiat 126. Das meistgebaute Automobil mit Zweizylinder-Boxermotor ist der Citroën 2CV. In den 1930er und bis in die 1960er Jahre waren Zweizylinder-Zweitaktreihenmotoren in kleineren Wagen verbreitet (DKW, Trabant, Saab, Lloyd, Glas, Subaru, Suzuki). Die mit Abstand leistungsstärksten Zweizylinder-PKW baute seinerzeit Panhard.
2009 wurde der Tata Nano mit Zweizylinder-Reihen-Ottomotor vorgestellt. Auch ein entsprechender Zweizylinder-Dieselmotor war geplant. 2010 führte Fiat einen Zweizylinder-Parallel-Twin im Fiat 500 ein. Er wurde unter dem Namen Twin-Air vermarktet und auch bei Alfa Romeo Mito und im Lancia Ypsilon eingebaut.
Im BMW i3 REx von 2014 vergrößert ein Zweizylinder-Reihenmotor die Reichweite. Der Reichweitenverlängerer stammt aus dem Motorroller BMW C 650 GT bzw. Sport, ist aber im i3 von 44 kW (60 PS) auf 28 kW (38 PS) gedrosselt.